# Romance of Radium
Romance of Radium és un curtmetratge estatunidenc del 1937 dirigit per Jacques Tourneur, i estrenat per Metro-Goldwyn-Mayer. Breu història de l'element químic, va ser nominat per a un Premi Oscar per al Millor Curtmetratge (un rodet) als Premis Oscar de 1937.

## Repartiment
- André Cheron com a Henri Becquerel (sense acreditar)
- Eddie Hart com a fotògraf (sense acreditar)
- Pete Smith com a narrador (veu) (sense acreditar)
- Emmett Vogan com a Pierre Curie (sense acreditar)